# 60S ribosomal protein L41
60S ribosomal protein L41 ("60S-rybosomalne białko L41") – białko kodowane u człowieka genem RPL41.
Rybosomy to organella komórkowe katalizujące syntezę białek. Składają się (u eukariontów) z podjednostki dużej 60S i podjednostki małej 40S. Podjednostki te razem składają się z 4 rodzajów RNA i około 80 strukturalnie odrębnych białek. RPL41 koduje białko rybosomalne wchodzące w skład podjednostki 60S. Białko to wykazuje podobieństwo sekwencji z rybosomalnym białkiem drożdży YL41. Należy do rodziny białek rybosomalnych L41E. Jako białko rybosomalne ulokowane jest w cytoplazmie. Wykazuje interakcję z podjednostką beta kinazy białkowej CKII i może stymulować fosforylację topoizomerazy DNA II-alfa przez CKII. Zidentyfikowano 2 alternatywne warianty splicingowe, kodujące to samo białko. Co typowe dla genów kodujących białka rybosomów, w obrębie genomu znajdują się liczne rozsiane pseudogeny tego genu.